# 버민 슈프림

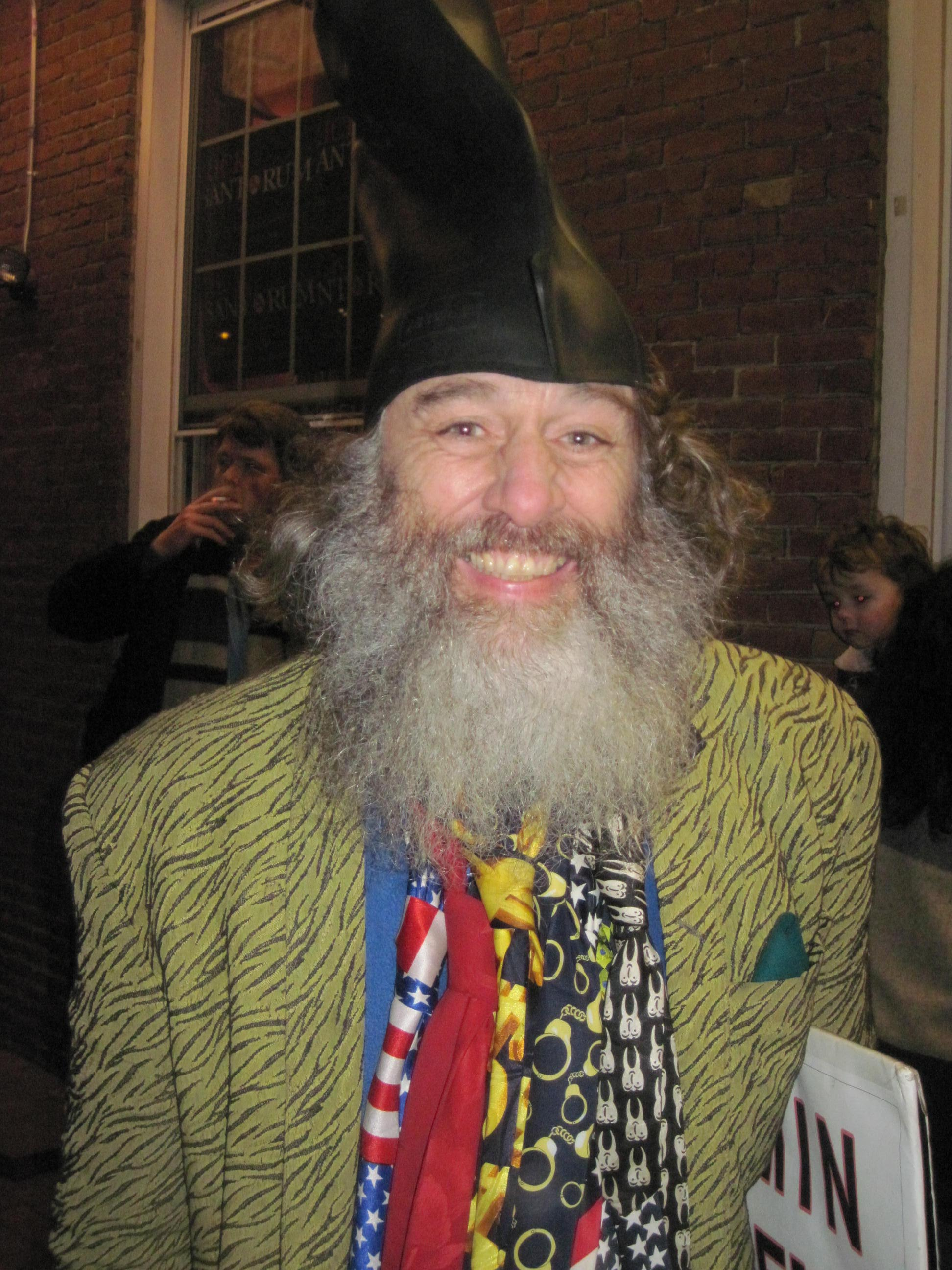
버민 슈프림 (2012년)

버민 슈프림(Vermin Supreme, 1961년 6월 ~ )은 미국의 행위 예술가, 무정부주의자, 활동가이다. 미국 대통령 선거에 출마한 것으로 유명하며, 슈프림의 공약으로는 양치질을 법으로 의무화, 좀비를 에너지 생산에 활용, 히틀러 암살을 위한 시간여행 장치 만들기, 모든 미국인들에게 조랑말 지급 등의 공약을 내세웠다.
그러나 이 공약을 지키지 않겠다 말을 바꾸어 선언했는데, 그 사람에 행동은 깊은 의도가 있었다. 사실 그는 다양한 시민운동에 참여해온 사회운동가출신이었다.
활동 목적은 사회적약자와 소수자의 인식을 바꾸기 위해서라고 말했다. 그러나 우여곡절이 많은 때마다  행사에 찾아와 지원을 약속한 정치인들은  정당의 명령등을 핑계로
약속을 파기하는 일이 빈번했다. 결국 실망감과 환멸감이 쌓여온 그는 정치인을 대상으로 풍자한 행위예술을 직접 실천했다.그가 선거에 나선 다른 이유는 정치인들은 해충이므로 차라리 그 표를 자신에게 버려 달라는 것이라고 한다.그래서 이름도 vermin supreme 즉 최고의해충으로 정식 개명한 것도 기성 정치인들을 풍자,조롱하기 위한 목적으로 개명한 것이다.(버민슈프림:모든 정치인들은 해충이므로 차라리 저에게 표를 버려 주십시요.)  
버민슈프림의 선거공약 내용이 허무맹랑한 이유도 공약을 지키지 않는 정치인들을 빗대 허무 맹랑한 공약만을 내세웠다고 한다.
(버민 슈프림:저의 공약이 허망한 공약이라고요? 세상에 공약을 지키는 정치인이 어디 있습니까? 어차피 지키지도 않을 공약인데 뭔들 상관이 없잖아요?)
복장이 우스꽝스러운 이유도 늘 정장을 입는 정치인들이 행동은 코미디언과 다를게 없다며 독특하고 기이한 옷들을 입은 것이다.
특히 공약1 양치질의법적 의무화경우  뇌물을 먹는 정치인들의 구취때문에 미국이 병들어가고있기 때문이란 것을 알리기 위한 표현이다.
그리고 민주당,공화당을 오가며 선거에 나가는 것은 쉽게 당적을 바꾸는 정치인들을 따라 하는 것이라고 했다. 
낙선의 고배를 마신 횟수도 다수였으나 의외인 결과도 있었다. 예비 경선중 가장 먼저 진행,결과가 발표되는 뉴 햄프셔주는
미 대선 향방에 중요한경합주 10곳중하나에서 버니샌더스,힐러리클린턴,마틴오맬리의 뒤를이어 4위를 차지한다.  '짐웹'버지니아 상원의원, '링컨체이피'전로드아일랜드주지사 등 무려 10명의 후보를 제친 놀라운 결과이다. 이는 기존 정치에 환멸을 느낀 사람들이 많다는 뜻을 보여줬다고 한다.
추가 정보로는 '버민슈프림'은 2020년 다음 대선 또한 도전할 의향이 있다고 말했다.

## 같이 보기
- 장난 정당
- 버킷헤드경